# Mihai Cantacuzino
Mihai Cantacuzino (cunoscut în istoriografia română drept spătarul Mihai Cantacuzino; n. 1640 – d. 1716)  a fost unul dintre cei șase fii ai marelui postelnic Constantin Cantacuzino. Mihai Cantacuzino a fost mare stolnic și spătar al Țării Românești la sfârșitul secolului al XVII-lea.
Împreună cu fratele său stolnicul Constantin Cantacuzino, Mihai a jucat un rol important în alegerea lui Constantin Brâncoveanu în domnie. Cei doi au exercitat o influență importantă asupra politicii lui Brâncoveanu, până când fricțiuni între cele două familii au declanșat o ruptură, în 1707. Mihai a fost înlăturat din funcția de mare spătar, pentru ca aceasta să fie încredințată ulterior totuși unui Cantacuzin.
Domnia lui Ștefan Cantacuzino, nepotul de frate al lui Mihai, a reprezentat doar o scurtă revenire a familiei Cantacuzino, episod care s-a terminat prin execuția domnului, a tatălui său (stolnicul Constantin) și a lui Mihai Cantacuzino. Spătarul Mihai Cantacuzino a lăsat în urmă un număr de ctitorii remarcabile, printre care Mănăstirea Sinaia, Mănăstirea Colțea și Biserica Fundenii Doamnei.

## Biografie
Este ctitorul Mănăstirii Sinaia, după un pelerinaj în Palestina și în peninsula Sinai. În ziarul Tribuna Poporului, anul VII, nr 99, 17 iunie 1903, ce apărea la Arad, se publica următoarea informație:
Mănăstirea Sinaia este zidită la 1695 de marele Spătar Mihai Cantacuzino, fiul postelnicului Constantin, și numită de Dositei, Patriarchul Erusalimulul și mănăstirea Buceagul. Numirea de Sinaia a dat-o mănăstirei, spătarul Cantacuzino, după-cum se vede din actul de fondațiune :
„Am zidit din temelie și am înălțat un schițișor, numindu-se Sinaia, după asemănarea Sinaiei cei mari și după-cum arată și Patriarchul Țarigradului Gavriil (1702), pe care Sinaia au numit-o bine făcând, îndemnându-se de multă dragoste și cucernicie ce avea către sfântul și de Dumnezeu umblatul muntele Sinaiei.”
Pe pisania montată pe Turnul Colței, era înscris numele ctitorului Mihai Cantacuzino:
„Această înconjurare de zid, cu toată coprinderea din temelie, s-au zidit de dumnealui jupân Mihai Spătarul Cantacuzino, carele fiind coprins de dumnezeiască râvnă, toate acestea foarte înfrumusețate a făcut precum se vede, pentru mărirea și slava iui Dumnezeu și pentru veșnica pomenire a dumnealui și a tot neamul dumnealui și s-au săvârșit în zilele luminatului Domn a toată Țara Românească, Io Ștefan Vodă Cantacuzino, fiind Arhiereu - Mitropolit prea sfințitul părinte Antim în anul 1715.”

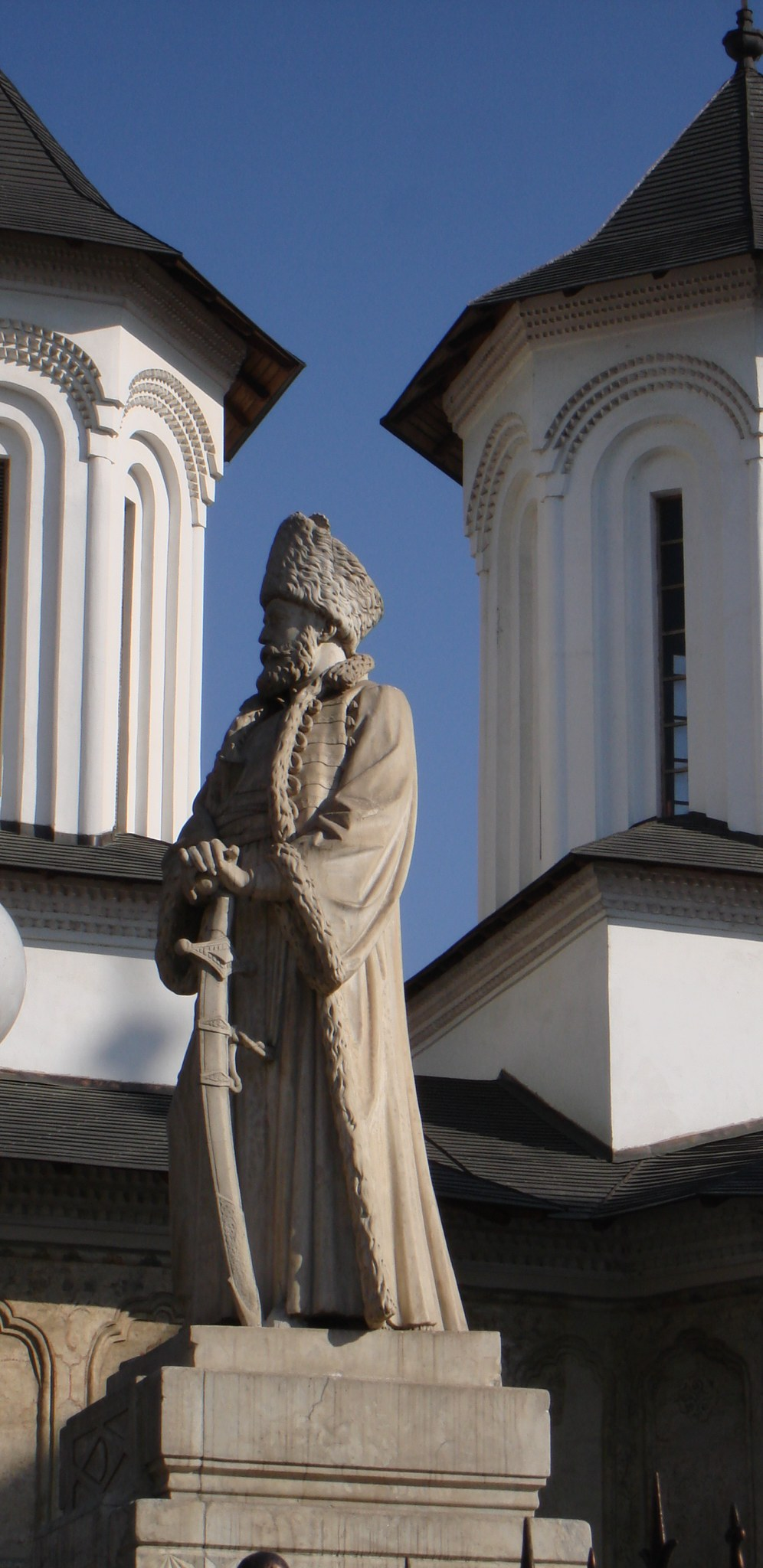
Statuia spătarului, opera lui Karl Storck, 1869, marmură de Carara, Bd. Brătianu I.C. nr. 1, sect. 3, în curtea Spitalului Colțea, București, cod LMI 41D0022
Bust ridicat la Slănic cu următorul text pe placa explicativă: Spătarul Mihai Cantacuzino 1650-1715.
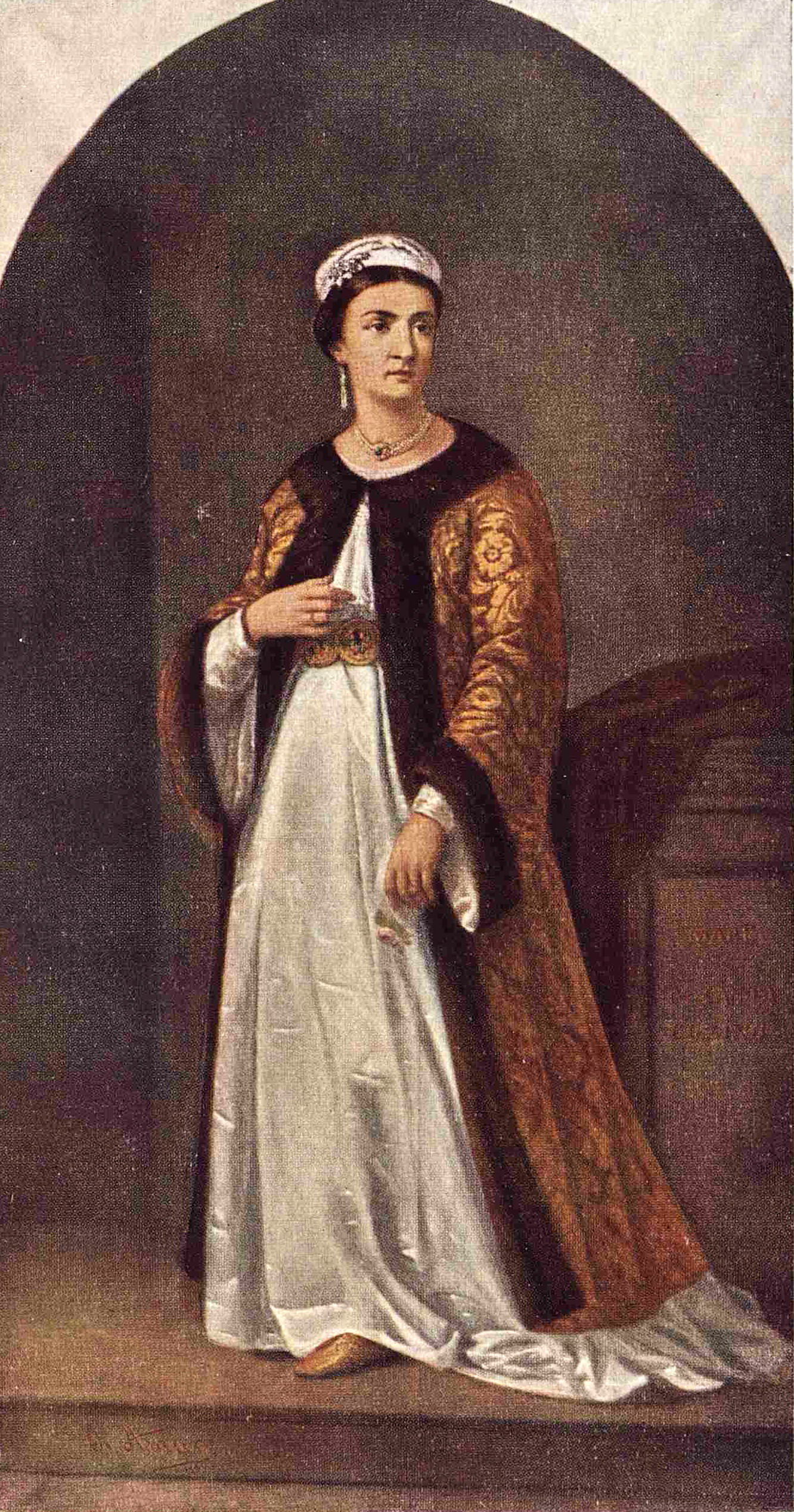
Maria, soția sa, portret de Theodor Aman